# Isla de San Simón
La isla de San Simón es una isla perteneciente al archipiélago de San Simón, junto a la de San Antón y otros islotes en la ría de Vigo, España. Pertenece a la parroquia de Cesantes, en el municipio de Redondela, siendo uno de los cinco lugares de esta parroquia. En la actualidad se encuentra deshabitada.
Preside la ensenada de San Simón, en el extremo interior de la ría de Vigo, que baña los municipios de Redondela, Sotomayor y Vilaboa. Está unida a la isla de San Antón por un puente. El conjunto de las dos islas mide 250 metros de ancho y 84 de largo. Además existen otros dos pequeños islotes, San Bartolomé y San Norberto.
A lo largo de su historia la isla fue empleada como monasterio, lazareto, cárcel y hogar para niños huérfanos.
El conjunto de las dos islas está catalogado como Bien de Interés Cultural, con categoría de Sitio Histórico, desde el 29 de julio de 1999.

## Historia

### Edad Media

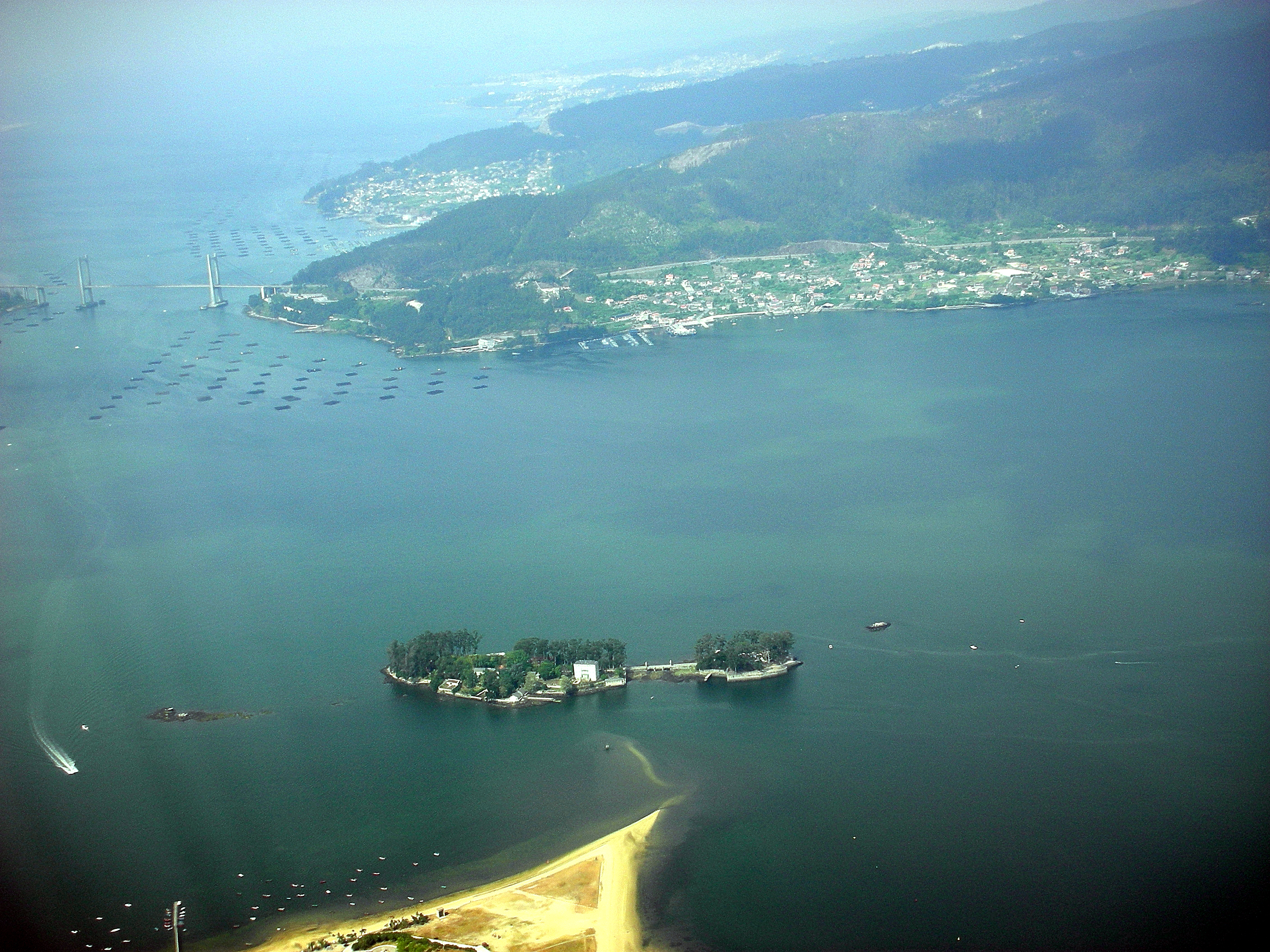
Isla de San Simón desde el aire.

La isla fue un antiguo centro monástico cantado por el poeta Mendinho en la Edad Media. Prueba de esto es su escrito, el único, por parte del autor que se conoce, y que se cree que era nativo de la zona. En su honor, se realizó un busto en la isla, así como a Johan de Cangas y a Martín Codax
Entre los siglos XII y XIII estuvo habitada por los templarios y después por los franciscanos, la orden de los pascualinos de San Simón. Pero en 1370 esta orden religiosa sufre la excomulgación, viéndose obligada a abandonar la isla. Después de permanecer casi un siglo abandonada, la diócesis de Tuy, que hasta el momento tenía el control político de la isla, se la cede a Isabel la Católica, en un acto de bondad y agradecimiento por su fidelidad.
En 1589 fue saqueada por piratas ingleses, entre los que se encontraba el célebre Francis Drake.

### SigloXVIIIhasta la guerra civil española
La ensenada fue escenario de la batalla de Rande en 1702, cuando los navíos de Holanda y de Inglaterra, unidos por la Guerra de Sucesión contra la corona de Castilla, trataron de asaltar la flota de Indias cargada con las mercancías de casi tres años. Los galeones pertenecientes a la Corona de Castilla y escoltados por una policía francesa que provenía de América, y que se saldó con la derrota de las fuerzas franco-castellanas. Una gran parte del contenido de los galeones (que se cree que era oro, plata, diamantes, especias como el cacao y también maderas nobles y tabaco) fueron saqueadas por los navíos ingleses de la Reina de Inglaterra (Ana I de Estuardo), pero el intento de frustrar las expectativas de robo, una gran parte de las riquezas de los barcos fueron tiradas al mar, y un gran porcentaje de oro y plata perteneciente a la corona de Castilla ya había sido descargado hasta Madrid, semanas antes del enfrentamiento. Posteriormente, los integrantes de las flotas anglosajonas asaltaron las aldeas cercanas a la Ría de Vigo, con especiales efectos devastadores en aldeas como Cangas de Morrazo, Redondela, Vigo, Sotomayor y Arcade; a las que quemaron y “asolaron”. La isla de San Simón también sufrió las consecuencias de las tropas inglesas.
La iglesia de San Pedro quedó casi totalmente destruida, hasta su posterior restauración en el siglo XIX. Los testimonios elaborados sobre el paradero de las riquezas desde el suceso son confusos, y las numerosas inmersiones realizadas en diferentes años posteriores al hundimiento de los navíos revelaron la inexistencia del oro o de otros materiales preciosos alrededor de la isla.
En 1719, el almirante Michelle penetra en la isla. Posteriormente existe una nueva amenaza por parte de las tropas francesas de Napoleón en la Guerra de la Independencia Española, y la isla fue abandonada y habitada en numerosas ocasiones.
La continua ocupación por órdenes monásticas se debía a su bonita situación geográfica, ya que estaba aislada, en un lugar tranquilo, y cerca del monasterio de Poyo, uno de los más importantes de la época.
Todo este contexto de invasiones y saqueos por parte de piratas e almirantes extranjeros provoca un estado de inestabilidad en la isla y en la comarca en general. Además, simultáneamente sucedía un conflicto a nivel gallego, las Guerras Irmandiñas. El archipiélago de San Simón fue también testimonio de estos conflictos, y el representante de Sotomayor Fernando Andrade resulta herido de gravedad.
Desde mediados del siglo XVII la isla permanece abandonada. Posteriormente, por Real Ordenanza de 6 de junio de 1838, y de la mano del comerciante riojano Velázquez Moreno, se procedió al habilitamiento y acondicionamiento de la isla para convertirla en una leprosería o lazareto. En la isla de San Antón estaban los enfermos sin cura, mientras que en la de San Simón se albergaba el resto. Dadas las frecuentes cuarentenas a las que estaban sometidos los navíos de la ruta americana, era un elemento indispensable para todo puerto que quisiese entrar en las vías marítimas de largo recorrido, lo que fue un hecho diferencial y vital para la expansión del puerto de Vigo y el establecimiento de las conserveras catalanas que trajeron consigo nuevas técnicas de organización empresarial y de manufacturas. Así, las numerosas epidemias de cólera y lepra procedentes del exterior eran eliminadas. La leprosería se clausuró en 1927, y se construyó también el puente que une la isla de San Antón, ya que hasta entonces el único medio de comunicación entre las dos islas era el marítimo.

### Guerra Civil
A partir de 1936, con la llegada de la guerra civil española, los edificios de la isla fueron empleados como campo de concentración y de exterminio para los presos políticos contrarios al franquismo. En un primer momento, en su mayoría provenían de zonas próximas como Vigo, Pontevedra, Orense y Villagarcía de Arosa; después de la caída del frente norte republicano los presos provenían de Asturias, León, Cantabria y País Vasco, y terminada la guerra fueron trasladados presos desde todas las cárceles de España. Fue calificada oficialmente como colonia penitenciaria, pero en realidad era un campo de concentración para los presos políticos comunistas, republicanos, socialistas o anarquistas. Se mantuvo en funcionamiento hasta el año 1943.
La antigua leprosería quedó relegada entonces a albergue de los militares que vigilaban la isla, así como al personal complementario (administrativos, intendencia o enfermería). Para sus nuevas funciones se construyeron además torres de vigilancia, mejorándose los muros y los accesos.
Los presos, sometidos a condiciones inhumanas, estaban distribuidos en diferentes pabellones en deficientes condiciones sanitarias y de habitabilidad. En la isla no eran infrecuentes los fusilamientos masivos. Se calcula en cientos los presos políticos muertos, generalmente a manos de falangistas. La isla era considerada uno de los centros penitenciarios más temibles del franquismo. Sólo en el año 1941 fallecieron 250 personas en San Simón.
Todos los supervivientes del campo han mencionado al padre Nieto por su especial crueldad para con los allí detenidos. Era habitual que blandiera una pistola mientras coaccionaba e insultaba a los internos con exclamaciones tales como: «¡Hijos de la Pasionaria! ¡Dinamiteros! ¡Hay que quemaros como se quemó a los judíos!», obligándoles a ir a misa bajo amenaza de muerte. Un guardián del campo relató lo que ocurrió después de un fusilamiento: «Había uno que estaba malherido y agonizando en el suelo, mientras el padre Nieto le decía estas palabras: "Muere, muere, rojo impío", golpeándolo al mismo tiempo con su bastón».
La isla de San Simón fue escenario del final de la película El lápiz del carpintero, donde trasladaban a Da Barca, un preso político, a la isla, una de las cárceles de las que se decía que era casi imposible salir vivo.

### Posguerra
Fue en 1943 cuando el archipiélago dejó de funcionar como cárcel, sufriendo un paulatino abandono, solo interrumpido en las épocas estivales por los miembros de la Guardia de Franco, con nombre de Colonia de Educación y Descanso, que pasaban allí sus vacaciones. El 22 de agosto de 1950 sucedió un trágico incidente. Unos cincuenta pasajeros de la Guardia de Franco y civiles volvían de la isla a tierra en una embarcación. Muchos de los pasajeros de aquella pequeña embarcación, llamada Monchiña, no sabían nadar, lo que multiplicó las consecuencias del accidente. Siguiendo el poema de D. Carlos Alonso (uno de los tripulantes de la lancha que logró sobrevivir) el patrón de la lancha argumentó, antes de partir, que ésta tenía capacidad para 40 y que sobraban 20 (contaba con un total de 66 pasajeros). Un «jefe de uniforme» (palabras del autor) ordenó continuar la travesía, a pesar del exceso de peso. El viento soplaba del oeste y al salir del abrigo de la isla, una ola más fuerte les dio, salpicando a una parte de los pasajeros que, asustados, se movieron en bloque hacia el lado contrario. Este movimiento hizo que la barca se hundiera por ese lado, entrara agua y toda la lancha se fue a pique. La descompensación de la lancha provocó que volcase, precipitando al agua a los pasajeros restantes. Los que no sabían nadar se agarraron a las personas que tenían a su lado, sin dar opción a casi nadie. Casi ninguno de los pasajeros sabía nadar y cuarenta y tres tripulantes perdieron la vida en el accidente; veintitrés se salvaron, entre los que se encontraba D. Carlos Alonso, de dieciocho años de edad entonces, quien se acabaría convirtiendo años después en un importante fotógrafo local de Redondela. 
Fue la peor tragedia marítima vivida en la ría viguesa en los últimos cien años. Era un día soleado de verano, el mar estaba muy tranquilo en la ensenada de San Simón y, sin embargo, fallecieron cuarenta y tres personas en unas aguas cuya profundidad era de tan solo de cuatro metros.
La isla fue clausurada debido a la tragedia pero se reabrió para ser empleada como Hogar Méndez Núñez para la Formación de Huérfanos de Marineros, que funcionó entre 1955 e 1963.

### SigloXXI
En el año 1999 las islas de San Simón y de San Antón fueron declaradas Bien de interés cultural y comenzó la reconstrucción tratando de alcanzar una armonía entre la naturaleza (rescatando los jardines o el centenario Paseo dos Buxos, paseo de bojes centenarios) y la remodelación de los edificios ya existentes sin deteriorar el entorno.
Gracias a su declaración como centro de recuperación de la memoria histórica, la isla de San Simón fue convertida de la mano de César Portela en un espacio protegido, completándose la regeneración de los jardines y de las especies arbóreas.
La recuperación se dirigió hacia una función cultural contando con auditorio, biblioteca, escuela de mar, hotel, y restaurante. Entre las diferentes actividades culturales realizadas en ese lugar destaca la celebración de entrega de los Premios Xerais de la lengua gallega y del Premio Merlín.
En el año 2006 la Consejería de Cultura eligió el archipiélago de San Simón como símbolo de la represión en el Año de la Memoria.
Actualmente el archipiélago puede ser visitado gratuitamente durante dos horas en grupos de 300 o 400 personas que salen en catamarán desde los muelles de Cesantes o de Chapela.
Actualmente, la isla se ha convertido en A Illa do pensamento (la Isla del Pensamiento), un centro vivo de producción, de reflexión y de creación cultural y un punto de afluencia e interés para artistas y pensadores, proyecto dirigido por Francisco Javier Alonso González.
Uno de los objetivos fundamentales de la Isla del Pensamiento es el de convertir San Simón en un foco de actividad cultural con capacidad para atraer a pensadores e instituciones de relevancia internacional y al mismo tiempo difundir la cultura de Galicia.
Un encuentro en la Isla del Pensamiento es el punto de partida de la novela Trilogía de la guerra (Premio Biblioteca Breve 2018, Seix Barral), de Agustín Fernández Mallo, quien ofrece una pormenorizada descripción de la ínsula en la actualidad y ficciona episodios de su historia durante la guerra civil española.

## Lazareto
Fue mandado construir en 1842, carecía de agua potable y allí purgaban sus enfermedades los contagiados procedentes de puertos europeos y del Caribe. Se dejó de utilizar en 1923 convirtiéndose entre 1936 y 1943 en una cárcel. Hoy en día es posible disfrutar de visitas guiadas por la isla, destacando el Paseo dos Buxos (paseo mirador con bojes centenarios), sin olvidar el resto de sus jardines.

## Acceso
- Desde el Puerto de Cesantes, en barco o catamarán. Cuenta además con un acceso para discapacitados.
- Desde el Puerto de Santo Adrián (Vilaboa).

## Edificios e instalaciones

### Instalaciones
- Residencia Stella Maris.
- Casa de los oficios del Mar y Escuela de Vela.
- Acuario
- Museo y Biblioteca.
- Edificio Multiusos.

### Monumentos
- Puente entre la isla de San Simón y la isla de San Antón: en 1991 fue incluida en el catálogo de monumentos de la provincia de Pontevedra.
- Mirador de la boca de la ría.
- Mirador de fondo de la ría.
- Capilla de San Pedro.
- Cementerio.
- Paseo dos buxos: Paseo de árboles milenarios formando arcos.
- Monumento en honor a Julio Verne.